# Aguadulce (Sevilla)
Aguadulce er en by og kommune i det sydlige Spanien i provinsen Sevilla. Den har et indbyggertal på 2.042 (2024) indbyggere.